# کلسیم سیانامید
کلسیم سیانامید (به انگلیسی: Calcium cyanamide) با فرمول شیمیایی CaCN۲ یک ترکیب شیمیایی با شناسه پاب‌کم ۴۶۸۵۰۶۷ است. که جرم مولی آن 80.102 g/mol می‌باشد. شکل ظاهری این ترکیب، جامد سفید (در حالت ناخالصی گاهی خاکستری یا سیاه) است.